# Elie Amsini Kiswaya
Elie Amsini Kiswaya (* 25. August 1928 in Kindu, Provinz Maniema, Belgisch-Kongo; † 11. Dezember 2008) war römisch-katholischer Bischof von Sakania-Kipushi.

## Leben
Elie Amsini Kiswaya empfing nach seinem Studium der Katholischen Theologie und Philosophie am 26. Juli 1959 die Priesterweihe.
Papst Paul VI. ernannte ihn 1975 zum Bischof des Bistums Sakania. Die Bischofsweihe spendete ihm am 21. Februar 1976 der Erzbischof von Léopoldville, Joseph-Albert Kardinal Malula; Mitkonsekratoren waren Eugène Kabanga Songasonga, Erzbischof von Lubumbashi, und Albert Onyembo Lomandjo CSSP, Bischof von Kindu. 1977 wurde unter seiner Führung die Umfirmierung zum Bistum Sakania-Kipushi durchgeführt. Er leitete die Diözese unter den schwierigen Bedingungen
der Herrschaft von Mobutu Sese Seko bis zu dessen Rücktritt 1997 und der Wiederbegründung der Demokratischen Republik Kongo aus dem vormaligen Zaïre unter Laurent-Désiré Kabila.
Seinem altersbedingten Rücktrittsgesuch wurde durch Papst Johannes Paul II. 2001 stattgegeben.